# 寬色域RGB色彩空間

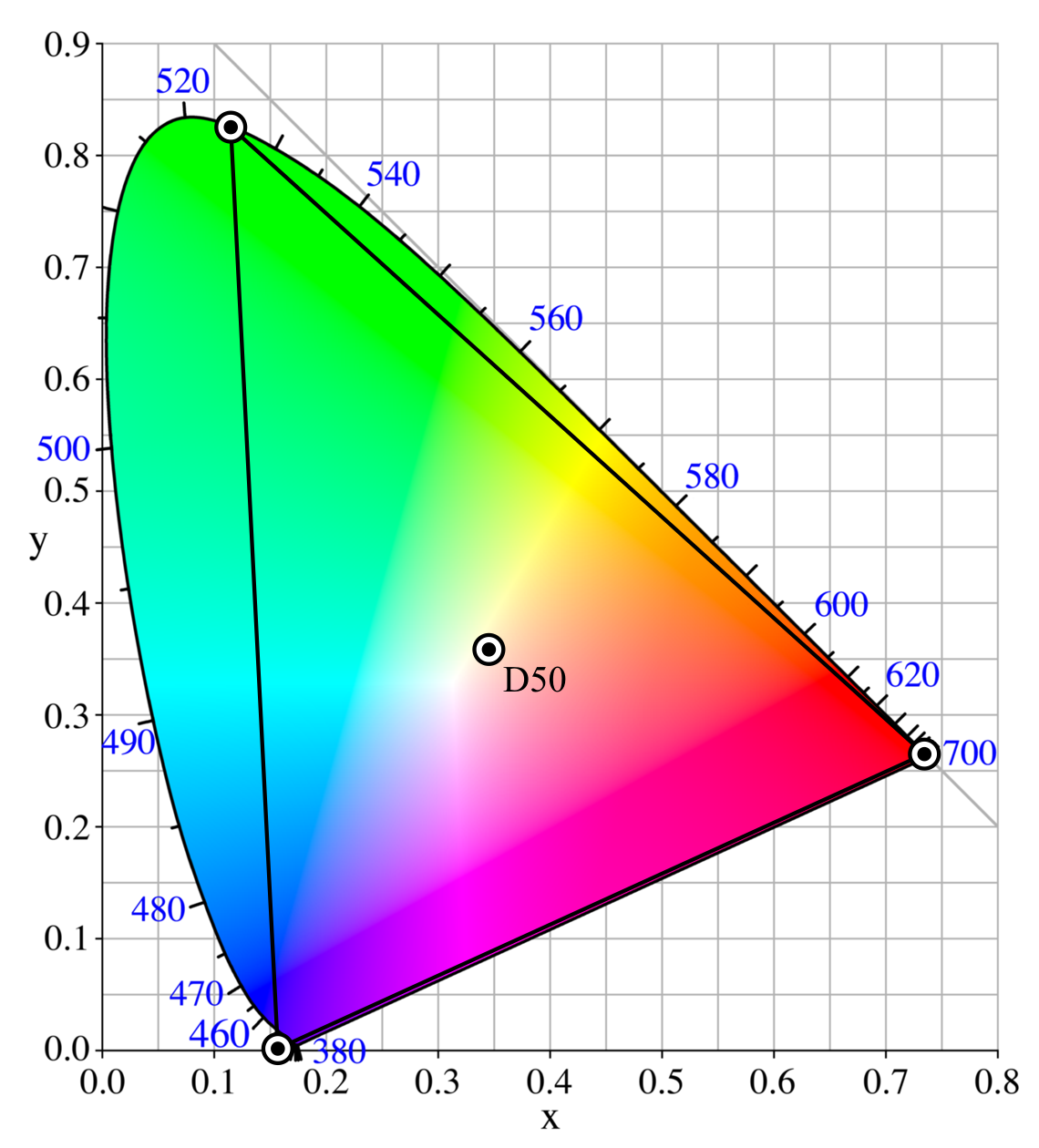
彩色範圍為CIE 1931 xy色彩範圍，三角形框架包含範圍內為寬色域RGB色彩空間，其中圖像中央被標記处為D50參考白點。

寬色域RGB色彩空間（或稱Adobe寬色域RGB色彩空間）是一個由Adobe所開發的能夠提供一個使用純光譜原色混合構成的寬汎色域。該色彩空間包含CIE LAB色彩空間中指定的可見色彩的77.6%，相較標準Adobe RGB色彩空間的52.1%來説提升明顯。
由於該色彩空間十分巨大，所以一般建議採用16位色深工作模式以防止出現過於明顯的色調分離現象。在通常的8位色深工作模式中該問題會非常顯著，因爲在該模式下色彩的梯度會非常大而且明顯。
與sRGB類似，寬色域RGB中的色彩分量值和亮度并不成正比。其伽馬值為與Adobe RGB同樣均爲563/256（約爲2.2），并且白點對應為D50。

## 寬色域RGB的色彩編碼
| 色彩  | CIE x  | CIE y  | 波長   |
| ----- | ------ | ------ | ------ |
| Red   | 0.7347 | 0.2653 | 700nm  |
| Green | 0.1152 | 0.8264 | 525nm  |
| Blue  | 0.1566 | 0.0177 | 450nm  |
| White | 0.3457 | 0.3585 | 不適用 |